# Pseudoamblystegium
Pseudoamblystegium är ett släkte av bladmossor som beskrevs av Vanderp. och Lars Hedenäs. Pseudoamblystegium ingår i familjen Amblystegiaceae.
Släktet innehåller bara arten Pseudoamblystegium subtile.